# 안토니오 피니야
안토니오 피니야 미란다(스페인어: Antonio Pinilla Miranda, 1971년 2월 25일, 카탈루냐 주 바달로나 ~)는 스페인의 전직 프로 축구 선수로, 현역 시절 공격수로 활약했다.
그는 테네리페와 짐나스틱에서 주로 활약했는데, 바르셀로나에서 활약한 적도 있지만, 1군에서 큰 족적을 남기지 못했고, 짐나스틱에서 훗날 총 관리자로도 활약했으며, 7개의 구단에서 딱 20년이 되는 기간 동안 500번이 넘는 경기에 출전했고, 이 중 11년 동안 242번의 라 리가 경기에 출전했다.(40골 득점)

## 클럽 경력

### 바르셀로나
피니야는 카탈루냐 주 바르셀로나 도 바달로나 출신으로, 바르셀로나의 유소년부를 졸업했다. 1989-90 시즌, 19세가 되기 1주 전에 요한 크라위프 감독은 4-1로 이긴 라요 바예카노와의 1990년 2월 18일 경기에서 신고식을 치르도록 했는데, 그는 훌리오 살리나스와 교체되어 들어가 경기에 출전했다.
이듬해, 피니야는 바르셀로나가 우승을 거둔 시즌에 7경기 출전했고, 발렌시아전에서는 결승골을 기록했다. 그는 그 해 유러피언 컵위너스컵 결승전에 출전했는데, 그는 호세 라몬 알렉상코를 대신해 출전했지만, 바르셀로나는 이 경기에서 맨체스터 유나이티드에게 1-2로 패했다.
그러나, 꿈의 선수단에서 치열한 경쟁에 밀린 피니야는 임대로 바르사를 떠나 마요르카로 이적해 4골을 기록했지만, |시즌은 2부 리그 강등으로 끝났다. 이듬해 그는 1부 리그 새내기 알바세테로 임대되어 단 2경기만 결장했고, 카스티야-라 만차 연고 구단은 1부 리그 잔류에 안착했다.

### 테네리페와 짐나스틱
피니야는 1993년 여름에 바르셀로나에서 방출되어 테네리페로 이적해 7년을 활약했는데, 카나리아 제도 연고 구단은 1996-97 시즌 UEFA컵 준결승 진출의 성과를 냈다. 그는 1993년 9월 15일에 오세르와의 경기에서 득점해 테네리페의 유럽대항전 1호골 주인공으로 구단 역사에 이름을 남겼다. 1998-99 시즌을 끝으로 강등되면서, 그는 세군다 디비시온으로 강등된 구단에 잔류했다.
또다른 2부 리그 구단 살라망카에서 1년을 보낸 후, 피니야는 카탈루냐 연고의 [[세군다 디비시온 B 2000-01|승격 새내기 짐나스틱으로 이적했다. 그는 7골을 기록했지만, 소속 구단의 2부 리그 잔류에는 역부족이었다. 설상가상으로, 시즌 최종전에서 무릎 중상을 당하면서 수술을 받아 6개월 활동이 불가능하게 되어 일시 방출되었다.
부상 재활 후, 피니야는 2003년 여름에 이적 시장을 통해 짐나스틱 선수가 되었다. 그는 비록 3부 리그에 있는 선수단에 간신히 발을 다시 들였지만, 이후 그는 2부 리그 복귀의 공신으로 거듭났고, 2005-06 시즌에는 막판 10경기에서 5골을 추가해 역사적인 1부 리그 복귀를 이룩했다.
피니야는 짐나스틱이 잠깐 1부 리그에 머물던 시절에 주장을 맡았는데, 꼴찌로 끝난 시즌에 28번의 경기에서 에스파뇰전(안방 4-0 승)과 아틀레틱 빌바오전(원정 2-0 승)에 1골씩 2골을 기록했다. 2007년 9월 11일, 구단은 바르셀로나를 2-1로 이기고 사상 처음으로 코파 카탈루냐를 우승했다. 피니야는 선발로 출전해 짐나스틱의 2골 중 1골을 기록했다.
2007-08 시즌에서 나스틱의 2부 리그 잔류에 보탠 피니야는 구단에서 200번째 경기를 마치고 현역 은퇴를 선언했고, 이후에 총 관리자가 되어 2010년 2월에 사임하기 전까지 이 직위를 맡았다.

## 국가대표팀 경력
피니야는 스페인 성인 국가대표팀 경기에 출전한 적이 1번도 없지만, 여러 연령대의 청소년 국가대표팀 경기에 출전했었다. 또한, 그는 1992년 하계 올림픽에서 금메달을 획득한 선수단의 일원으로, 피니야는 6경기 중 2경기에 출전했다.
피니야는 카탈루냐 대표팀의 비공식 경기에도 7번 출전했다.

## 수상
바르셀로나
- 라 리가: 1990–91
- 수페르코파 데 에스파냐: 1991
- 컵위너스컵 준우승: 1990–91

짐나스틱
- 코파 카탈루냐: 2007

스페인 U-23
- 하계 올림픽: 1992[10]